# Szlovák csuvacs
A szlovák csuvacs vagy szlovák kuvasz egy szlovák pásztorkutya.

## Testfelépítése
Testének hossza valamivel nagyobb, mint a magassága. A csuvacs erős háta vízszintes, kétoldalt enyhén lejt a lágyék felé. Egyenes farka alacsonyan tűzött, az állat lógatva hordja, s a csánkjáig ér. A mellkasa a könyökig ér le. A has és az oldalak kissé felhúzottak. A hosszú váll lejtős. A szlovák csuvacs lábai egyenesek, a test alatt helyezkednek el, szépen formált ízületűek. A mellső mancsok kicsik, kerekek és egymáshoz állók, a hátsó mancsok valamivel oválisabb alakúak. A nyak ugyanolyan, mint a fej, amelyet az állat éber állapotban magasra emel. A csuvacs széles, megnyúlt koponyája kissé boltozatos, de a koponya teteje sima. A stop határozott. A szemöldökök között sekély árok húzódik. A széles, erőteljes arcorri rész csak enyhén keskenyedik az orrig, és valamivel rövidebb a koponyánál. Az ajkak feszesek, szorosan záródnak. A fülek magasan tűzöttek, lekerekített végűek és a fej mellett lógnak. A szemek ovális alakúak. A szlovák csuvacs harapása ollószerű. Szőrzete sűrű és dús, a háton nem lehet választék. A fedőszőrzet teljesen beborítja a rövid, tömött, finom aljszőrzetet. Az enyhén hullámos fedőszőrök 5–15 cm hosszúak. A fajtának van gallérja. A szlovák csuvacs szőrzete sima fehér színű. A fültőnél némi sárgás árnyalat megengedett, de nem kívánatos. A szemek barnák, az orr, az ajkak, a szemek pereme és a talppárnák pedig fekete színűek.

## Jelleme
A szlovák csuvacs rendszerint kiegyensúlyozott vérmérsékletű. Meglehetősen nyugodt természetű állat, és szinte mindig igen magabiztos. Noha a szabadban igen mozgékony lehet, zárt helyen nyugodtan viselkedik. Területét rendszeresen megjelöli, a családját és annak birtokát, sőt a hozzájuk közel állónak tekintett személyeket is megvédelmezi. Nagyon hűséges a gazdájához és a családjához, ugyanakkor igen független természetű is. Szereti a társaságot, de a nap egy részében jól megvan egyedül is. Sűrű bundája minden időjárásban megfelelő védelmet biztosít. A csuvacs általában szereti a gyerekeket, és a háziállatokkal, például a macskákkal vagy kisebb termetű haszonállatokkal többnyire jól megfér. Az idegenekkel szemben eleinte óvatosan viselkedik, de ha a gazdája az értésére adja, hogy minden rendben, akkor elfogadja őket. Más kutyákkal szemben kissé hatalmaskodó módon viselkedhet.

## Méretei
- Marmagasság: kan: 62–70 cm, szuka: 59–65 cm
- Testtömeg: 31–44 kg
- Várható élettartam: 11-13 év

## Rokon fajták
- Komondor
- Kuvasz
- Abruzzói juhászkutya
- Pireneusi hegyikutya
- Akbash – török fajta
- Anatóliai juhászkutya
- Tátrai juhászkutya (owczarek)

## Megjegyzés
A csuvacs igen jól alkalmazkodókézségű fajta. Tartható a szabadban is, őrző kutyaként, de sok figyelmet kell fordítani rá, különben túlságosan önállóvá válik. Ha elegendő időt és figyelmet fordítanak a nevelésére, olyan kutyát kapnak, amely szívesen hallgat gazdája szavára, és készségesen engedelmeskedik a parancsoknak – feltéve, hogy azokat ő is észszerűnek találja. Tanítása során nagyon fontos a harmónia és a következetesség. Származási helyén, Szlovákiában munkakutyaként használják, másutt csak igen ritkán látható, az utóbbi esetben elsősorban figyelmes társként kedvelik.

## Külső hivatkozások
- Szlovák csuvacs fajtaismertető a Kutya-Tár-ban[halott link]